# Eliminatoria al Campeonato Africano Sub-20 de 2017
La fase de clasificación del Campeonato Africano Sub-20 de 2017 decidió los equipos participantes de la fase final. Un total de ocho equipos jugaron en el torneo final, organizado por Zambia.
Los sorteos se realizaron durante la reunión del Comité Ejecutivo de la CAF celebrada el viernes 5 de febrero de 2016 en Kigali, Ruanda.

## Participantes
| Fase de ingreso   | Equipos | Número de equipos |
| ----------------- | --- | ----------------- |
| Sin participación | - Cabo Verde - República Centroafricana - Comoras - Yibuti - Guinea Ecuatorial - Eritrea - Guinea-Bisáu - Madagascar - Santo Tomé y Príncipe - Seychelles - Sudán del Sur - Tanzania - Togo                                                                               | 13                |
| Primera ronda     | - Argelia - Angola - Botsuana - Burundi - Chad - República Democrática del Congo - Etiopía - Gambia - Guinea - Kenia - Liberia - Mauritania - Mauricio - Mozambique - Namibia - Níger - Ruanda - Sierra Leona - Somalia - Sudán - Suazilandia - Túnez - Uganda - Zimbabue | 24                |
| Segunda ronda     | - Benín - Burkina Faso - Camerún - Congo - Egipto - Gabón - Ghana - Costa de Marfil - Lesoto - Libia - Malaui - Malí - Marruecos - Nigeria - Senegal - Sudáfrica | 16                |
| Torneo final      | - Zambia (organizador) | 1                 |

## Formato
Cada pareja de equipos se enfrentó en una serie de dos partidos, a ida y vuelta. En caso de empate en el total de goles, se aplica la regla del gol de visitante y si aún persiste el empate se realiza una tanda de penales.
Los siete ganadores de la tercera ronda se clasificaron para el torneo final.

## Primera ronda
Los partidos de ida se disputaron 1, 2 y 3 de abril, y los partidos de vuelta se jugaron 22, 23 y 24 de abril de 2016.
| Equipo 1     | Agr.    | Equipo 2                        | Ida       | Vuelta    |
| ------------ | ------- | ------------------------------- | --------- | --------- |
| Túnez        | 4–1     | Níger                           | 3–0       | 1–1       |
| Etiopía      | 4–1     | Somalia                         | 2–1       | 2–0       |
| Sierra Leona | 0–4     | Gambia                          | 0–2       | 0–2       |
| Liberia      | 1–3     | Guinea                          | 0–2       | 1–1       |
| Argelia      | 2–3     | Mauritania                      | 2–1       | 0–2       |
| Sudán        | awd.    | Kenia                           | 1–1       | Cancelado |
| Burundi      | w/o     | República Democrática del Congo | Cancelado | Cancelado |
| Ruanda       | awd.    | Uganda                          | 1–1       | 1–2       |
| Angola       | w/o     | Chad                            | Cancelado | Cancelado |
| Mozambique   | 2–2 (v) | Mauricio                        | 1–0       | 1–2       |
| Suazilandia  | 2–4     | Namibia                         | 2–2       | 0–2       |
| Zimbabue     | 2–1     | Botsuana                        | 0–1       | 2–0       |

### Túnez vs. Níger
| 1 de abril de 2016 15:00 (UTC+1) | Túnez                                  | 3:0 (1:0) | Níger | Stade Oued Ellil, Oued Ellil  |                               |
|                                  | Radaoui 5' · Khemiri 61' · Serarfi 68' | Reporte   |       | Árbitro(s): Adel Mukhtar Adam | Árbitro(s): Adel Mukhtar Adam |

| 23 de abril de 2016 16:00 (UTC+1) | Níger         | 1:1 (0:0) | Túnez    | Estadio General Seyni Kountché, Niamey |                                   |
|                                   | Badamassi 74' | Reporte   | Dhib 60' | Árbitro(s): Kouassi Frederic Biro      | Árbitro(s): Kouassi Frederic Biro |

Clasifica Túnez con resultado global de 4–1.

### Etiopía vs. Somalia
| 3 de abril de 2016 16:00 (UTC+3) | Etiopía               | 2:1 (1:0) | Somalia  | Estadio de Adís Abeba, Adís Abeba |                             |
|                                  | Awal 26' · Shibru 80' | Reporte   | Isse 77' | Árbitro(s): Nsoro Ruzindana       | Árbitro(s): Nsoro Ruzindana |

| 22 de abril de 2016 15:30 (UTC+3) | Somalia | 0:2 (0:0) | Etiopía                      | Estadio El Hadj Hassan Gouled, Ciudad de Yibuti, Yibuti |                              |
|                                   |         | Reporte   | Demte 47' (pen.) · Amada 49' | Árbitro(s): Georges Gatogato                            | Árbitro(s): Georges Gatogato |

Clasifica Etiopía con resultado global de 4–1.

### Sierra Leona vs. Gambia
| 2 de abril de 2016 04:00 (UTC−5) | Sierra Leona | 0:2 (0:0) | Gambia                  | Estadio Deportivo Wusum, Makeni |                     |
|                                  |              | Reporte   | Sanneh 65' · Jallow 72' | Árbitro(s): Issa Sy             | Árbitro(s): Issa Sy |

| 23 de abril de 2016 16:30 (UTC±0) | Gambia               | 2:0 (1:0) | Sierra Leona | Estadio Independencia, Bakau  |                               |
|                                   | Babou 32' · Jobe 68' | Reporte   |              | Árbitro(s): Abderahmane Kelly | Árbitro(s): Abderahmane Kelly |

Clasifica Gambia con resultado global de 4–0.

### Liberia vs. Guinea
| 3 de abril de 2016 04:00 (UTC±0) | Liberia | 0:2 (0:1) | Guinea           | Estadio Antoinette Tubman, Monrovia |                             |
|                                  |         | Reporte   | I. Sylla 41' 64' | Árbitro(s): Ibrahim Haïdara         | Árbitro(s): Ibrahim Haïdara |

| 24 de abril de 2016 17:00 (UTC±0) | Guinea      | 1:1 (1:0) | Liberia    | Estadio del 28 de Septiembre, Conakri |                          |
|                                   | Yansane 10' | Reporte   | Nimely 81' | Árbitro(s): Kokou N'tale              | Árbitro(s): Kokou N'tale |

Clasifica Guinea con resultado global de 3–1.

### Argelia vs. Mauritania
| 3 de abril de 2016 16:00 (UTC+1) | Argelia                          | 2:1 (2:1) | Mauritania      | Stade Omar Hamadi, Argel   |                            |
|                                  | Hamra 12' · El Melali 45' (pen.) | Reporte   | Ould El-Ide 25' | Árbitro(s): Haythem Guirat | Árbitro(s): Haythem Guirat |

| 24 de abril de 2016 16:00 (UTC±0) | Mauritania                                 | 2:0 (1:0) | Argelia | Estadio Olímpico, Nuakchot      |                                 |
|                                   | Ould El-Ide 35' (pen.) · Ould El-Tanji 90' | Reporte   |         | Árbitro(s): Manuel Timas Mendes | Árbitro(s): Manuel Timas Mendes |

Clasifica Mauritania con resultado global de 3–1.

### Sudán vs. Kenia
| 3 de abril de 2016 20:00 (UTC+3) | Sudán        | 1:1 (1:0) | Kenia               | Estadio Al Merreikh, Omdurmán        |                                      |
|                                  | Mutwakil 27' | Reporte   | Odhiambo 46' (pen.) | Árbitro(s): Biruk Yemanabran Kassaun | Árbitro(s): Biruk Yemanabran Kassaun |

| 23 de abril de 2016 15:00 (UTC+3) | Kenia | Cancelado | Sudán | Estadio Nacional Nyayo, Nairobi |                              |
|                                   |       | Reporte   |       | Árbitro(s): Mahmoud Al-Banna    | Árbitro(s): Mahmoud Al-Banna |

Kenia fue descalificada. Clasifica Sudán.

### Burundi vs. República Democrática del Congo
| 2 de abril de 2016 15:00 (UTC+2) | Burundi | Cancelado | República Democrática del Congo | Estadio del Príncipe Louis Rwagasore, Buyumbura |                                |
|                                  |         | Reporte   |                                 | Árbitro(s): Mfaume Ali Nassoro                  | Árbitro(s): Mfaume Ali Nassoro |

| 22 de abril de 2016 15:00 (UTC+2) | República Democrática del Congo | Cancelado | Burundi | Stade TP Mazembe, Lubumbashi        |                                     |
|                                   |                                 | Reporte   |         | Árbitro(s): Mihindou Mbina Gauthier | Árbitro(s): Mihindou Mbina Gauthier |

Burundi clasificó tras la retirada de la República Democrática del Congo.

### Ruanda vs. Uganda
| 2 de abril de 2016 15:30 (UTC+2) | Ruanda     | 1:1 (1:1) | Uganda     | Estadio Regional Nyamirambo, Kigali |                          |
|                                  | Blaise 17' | Reporte   | Edrisa 34' | Árbitro(s): Serge Soumou            | Árbitro(s): Serge Soumou |

| 23 de abril de 2016 16:00 (UTC+3) | Uganda               | 2:1 (1:1) | Ruanda     | Estadio Nacional Nelson Mandela, Kampala |                           |
|                                   | Azake 20' 58' (pen.) | Reporte   | Abeddy 18' | Árbitro(s): Israel Mpaima                | Árbitro(s): Israel Mpaima |

Uganda ganó 3–2 en el resultado global, sin embargo fue descalificada. Clasifica Ruanda.

### Angola vs. Chad
| 2 de abril de 2016 16:00 (UTC+1) | Angola | Cancelado | Chad | Estádio dos Coqueiros, Luanda      |                                    |
|                                  |        | Reporte   |      | Árbitro(s): Malala Kabanga Yannick | Árbitro(s): Malala Kabanga Yannick |

| 22 de abril de 2016 15:30 (UTC+1) | Chad | Cancelado | Angola | Estadio Idriss Mahamat Ouya, Yamena |                           |
|                                   |      | Reporte   |        | Árbitro(s): Hassane Abdou           | Árbitro(s): Hassane Abdou |

Angola clasificó tras la retirada de Chad.

### Mozambique vs. Mauricio
| 2 de abril de 2016 15:00 (UTC+2) | Mozambique | 1:0 (0:0) | Mauricio | Estadio de Machava, Maputo  |                             |
|                                  | Renato 74' | Reporte   |          | Árbitro(s): Lebalang Mokete | Árbitro(s): Lebalang Mokete |

| 23 de abril de 2016 15:20 (UTC+4) | Mauricio                   | 2:1 (1:0) | Mozambique         | Estadio George V, Curepipe    |                               |
|                                   | Pascal 29' · Neelesh 90+4' | Reporte   | Vincent 57' (o.g.) | Árbitro(s): Nelson Emile Fred | Árbitro(s): Nelson Emile Fred |

2–2 en el resultado global. Mozambique clasificó por la regla del gol de visitante.

### Suazilandia vs. Namibia
| 2 de abril de 2016 15:00 (UTC+2) | Suazilandia                       | 2:2 (1:2) | Namibia               | Estadio Nacional Somhlolo, Lobamba   |                                      |
|                                  | Mtetwa 38' · Figareido 56' (pen.) | Reporte   | Kantori 29' · Eib 40' | Árbitro(s): Ahmad Imtehaz Heerealall | Árbitro(s): Ahmad Imtehaz Heerealall |

| 22 de abril de 2016 15:00 (UTC+1) | Namibia                    | 2:0 (1:0) | Suazilandia | Estadio Sam Nujoma, Windhoek     |                                  |
|                                   | Hakuria 25' · Tjikundi 51' | Reporte   |             | Árbitro(s): Abdoul Ohabee Kanoso | Árbitro(s): Abdoul Ohabee Kanoso |

Clasifica Namibia con resultado global de 4–2.

### Zimbabue vs. Botsuana
| 3 de abril de 2016 15:00 (UTC+2) | Zimbabue | 0:1 (0:0) | Botsuana     | Estadio Barbourfields, Bulawayo |                                |
|                                  |          | Reporte   | Legopelo 67' | Árbitro(s): Eketsang Setloboko  | Árbitro(s): Eketsang Setloboko |

| 22 de abril de 2016 19:00 (UTC+2) | Botsuana | 0:2 (0:2) | Zimbabue                  | Lobatse Stadium, Lobatse   |                            |
|                                   |          | Reporte   | Sibanda 1' · Makaha 45+2' | Árbitro(s): Jonas Shongedi | Árbitro(s): Jonas Shongedi |

Clasifica Zimbabue con resultado global de 2–1.
Notas
1. ↑  Kenia fue descalificada por alinear cinco jugadores mayores (Erick Ouma Otieno, Nicholas Kipkirui, Boniface Muchiri, Eugene Moses Mukangula y Theodore Kibet Kilele) en el partido de ida contra Sudán.[4]
2. ↑  Uganda fue descalificada por alinear un jugador (James Aheebwa) cuya fecha de nacimiento en su pasaporte era diferente a la fecha de nacimiento en su licencia CAF Inter-Clubs, una ocurrencia prohibida por las regulaciones de la CAF.[5]
3. ↑  Somalia jugó su partido como local en Yibuti debido a la guerra civil somalí.

## Segunda ronda
Los partidos de ida se disputaron 20, 21 y 22 de mayo, y los partidos de vuelta se jugaron 10, 11, 12 y 13 de junio de 2016.
| Equipo 1        | Agr.        | Equipo 2  | Ida       | Vuelta    |
| --------------- | ----------- | --------- | --------- | --------- |
| Túnez           | 1–4         | Senegal   | 1–2       | 0–2       |
| Etiopía         | 2–5         | Ghana     | 2–1       | 0–4       |
| Gambia          | 1–1 (7–6 p) | Marruecos | 1–0       | 0–1       |
| Costa de Marfil | 2–2 (v)     | Guinea    | 1–2       | 1–0       |
| Burkina Faso    | 3–3 (v)     | Congo     | 1–1       | 2–2       |
| Mauritania      | 1–7         | Malí      | 0–3       | 1–4       |
| Sudán           | w/o         | Malaui    | Cancelado | Cancelado |
| Burundi         | 1–3         | Nigeria   | 0–1       | 1–2       |
| Ruanda          | 1–1 (2–3 p) | Egipto    | 0–1       | 1–0       |
| Angola          | 3–1         | Gabón     | 3–0       | 0–1       |
| Mozambique      | 1–2         | Lesoto    | 1–1       | 0–1       |
| Namibia         | 0–2         | Sudáfrica | 0–0       | 0–2       |
| Zimbabue        | 0–3         | Camerún   | 0–0       | 0–3       |
| Libia           | w/o         | Benín     | Cancelado | Cancelado |

### Túnez vs. Senegal
| 21 de mayo de 2016 16:00 (UTC+1) | Túnez    | 1:2 (0:1) | Senegal             | Stade Oued Ellil, Oued Ellil |                              |
|                                  | Raed 49' | Reporte   | Niane 2' (pen.) 79' | Árbitro(s): Mustapha Ghorbal | Árbitro(s): Mustapha Ghorbal |

| 11 de junio de 2016 17:00 (UTC±0) | Senegal       | 2:0 (0:0) | Túnez | Estadio Demba Diop, Dakar |                       |
|                                   | Badji 68' 89' | Reporte   |       | Árbitro(s): Baba Leno     | Árbitro(s): Baba Leno |

Clasifica Senegal con resultado global de 4–1.

### Etiopía vs. Ghana
| 22 de mayo de 2016 16:00 (UTC+3) | Etiopía     | 2:1 (2:0) | Ghana        | Estadio de Adís Abeba, Adís Abeba |                                |
|                                  | Amada 4' 8' | Reporte   | Osabutey 87' | Árbitro(s): Mfaume Ali Nassoro    | Árbitro(s): Mfaume Ali Nassoro |

| 13 de junio de 2016 12:00 (UTC±0) | Ghana                                       | 4:0 (2:0) | Etiopía | Cape Coast Sports Stadium, Cape Coast |                           |
|                                   | Yeboah 6' 76' · D. Mohammed 8' · Mensah 57' | Reporte   |         | Árbitro(s): Raymond Coker             | Árbitro(s): Raymond Coker |

Clasifica Ghana con resultado global de 5–2.

### Gambia vs. Marruecos
| 21 de mayo de 2016 17:00 (UTC±0) | Gambia      | 1:0 (1:0) | Marruecos | Estadio Independencia, Bakau             |                                          |
|                                  | P. Jobe 42' | Reporte   |           | Árbitro(s): Abdoulaye Rhissa Al-Mustapha | Árbitro(s): Abdoulaye Rhissa Al-Mustapha |

| 12 de junio de 2016 21:45 (UTC±0) | Marruecos                                                                     | 1:0 (0:0) (6:7 p.)         | Gambia                                                           | Stade Prince Moulay Al Hassan, Rabat |                            |
|                                   | Ennesyri 68'                                                                  | Reporte                    |                                                                  | Árbitro(s): Esam Al-Jahani           | Árbitro(s): Esam Al-Jahani |
|                                   |                                                                               | Tiros desde el punto penal |                                                                  |                                      |                            |
|                                   | - Ennesyri - Youssoufi - Harouz - Hannouri - Mendyl - El Bouazzati - Ben Ktib |                            | - Babou - E. Jobe - Ceesay - Sanneh - P. Jobe - A. Jallow - Faye |                                      |                            |

1–1 en el resultado global. Gambia ganó 7–6 en penales.

### Costa de Marfil vs. Guinea
| 21 de mayo de 2016 15:30 (UTC±0) | Costa de Marfil | 1:2 (0:1) | Guinea            | Estadio Robert Champroux, Abiyán |                                 |
|                                  | Diallo 78'      | Reporte   | Fernandez 22' 50' | Árbitro(s): Reginald Lathbridge  | Árbitro(s): Reginald Lathbridge |

| 12 de junio de 2016 16:30 (UTC±0) | Guinea | 0:1 (0:0) | Costa de Marfil | Estadio del 28 de Septiembre, Conakri |                                 |
|                                   |        | Reporte   | Sangare 69'     | Árbitro(s): Manuel Timas Mendes       | Árbitro(s): Manuel Timas Mendes |

2–2 en el resultado global. Guinea clasificó por la regla del gol de visitante.

### Burkina Faso vs. Congo
| 21 de mayo de 2016 16:00 (UTC±0) | Burkina Faso | 1:1 (1:1) | Congo      | Estadio del 4 de Agosto, Uagadugú |                           |
|                                  | Kahan 12'    | Reporte   | Gassama 8' | Árbitro(s): Bakary Camara         | Árbitro(s): Bakary Camara |

| 12 de junio de 2016 15:30 (UTC+1) | Congo                   | 2:2 (0:0) | Burkina Faso                  | Estadio Alphonse Massemba-Débat, Brazzaville |                                     |
|                                   | Goyi 55' · Mondonga 84' | Reporte   | Karidoula 59' · Lingani 90+3' | Árbitro(s): Mal Souley Mohamadou ()          | Árbitro(s): Mal Souley Mohamadou () |

3–3 en el resultado global. Burkina Faso clasificó por la regla del gol de visitante.

### Mauritania vs. Malí
| 20 de mayo de 2016 16:30 (UTC±0) | Mauritania | 0:3 (0:2) | Malí                                 | Estadio Olímpico, Nuakchot |                         |
|                                  |            | Reporte   | Maiga 24' 38' · Diakité 90+1' (pen.) | Árbitro(s): Adil Zourak    | Árbitro(s): Adil Zourak |

| 12 de junio de 2016 17:00 (UTC±0) | Malí                            | 4:1 (2:0) | Mauritania | Estadio Modibo Keïta, Bamako |                              |
|                                   | Traoré 2' · Maiga 25' 69' 90+4' | Reporte   | Tanjy 48'  | Árbitro(s): Maguette N'Diaye | Árbitro(s): Maguette N'Diaye |

Clasifica Malí con resultado global de 7–1.

### Sudán vs. Malaui
| 20 de mayo de 2016 20:00 (UTC+3) | Sudán | Cancelado | Malaui | Estadio Al Merreikh, Omdurmán |  |
|                                  |       | Reporte   |        |                               |  |

| 10 de junio de 2016 14:30 (UTC+2) | Malaui | Cancelado | Sudán | Estadio Kamuzu, Blantyre |  |
|                                   |        | Reporte   |       |                          |  |

Sudán clasificó tras la retirada de Malaui.

### Burundi vs. Nigeria
| 21 de mayo de 2016 15:00 (UTC+2) | Burundi | 0:1 (0:0) | Nigeria  | Estadio del Príncipe Louis Rwagasore, Buyumbura |                           |
|                                  |         | Reporte   | Agor 60' | Árbitro(s): Mashood Ssali                       | Árbitro(s): Mashood Ssali |

| 11 de junio de 2016 16:00 (UTC+1) | Nigeria                          | 2:1 (0:0) | Burundi       | U. J. Esuene Stadium, Calabar |                             |
|                                   | Osimhen 72' (pen.) · Nwakali 81' | Reporte   | Ndikumana 87' | Árbitro(s): Boureima Sanogo   | Árbitro(s): Boureima Sanogo |

Clasifica Nigeria con resultado global de 3–1.

### Ruanda vs. Egipto
| 22 de mayo de 2016 15:30 (UTC+2) | Ruanda | 0:1 (0:0) | Egipto    | Estadio Regional Nyamirambo, Kigali |                              |
|                                  |        | Reporte   | Taher 50' | Árbitro(s): Djamal Aden Abdi        | Árbitro(s): Djamal Aden Abdi |

| 10 de junio de 2016 22:00 (UTC+2) | Egipto                                    | 0:1 (0:0) (3:2 p.)         | Ruanda                                                      | Estadio Internacional de El Cairo, El Cairo |                                |
|                                   |                                           | Reporte                    | Niyibizi 83'                                                | Árbitro(s): Haileyesus Bazezew              | Árbitro(s): Haileyesus Bazezew |
|                                   |                                           | Tiros desde el punto penal |                                                             |                                             |                                |
|                                   | - Galal - Mostafa - Ragab - Hamdy - Sobhi |                            | - Usabimana - Nshuti - Biramahire - Itangishaka - Niyonkuru |                                             |                                |

1–1 en el resultado global. Egipto ganó 3–2 en penales.

### Angola vs. Gabón
| 21 de mayo de 2016 16:00 (UTC+1) | Angola                                       | 3:0 (1:0) | Gabón | Estádio dos Coqueiros, Luanda |                             |
|                                  | Félix 13' · Fortunato 74' · Madienguluca 76' | Reporte   |       | Árbitro(s): Stanley Hachiwa   | Árbitro(s): Stanley Hachiwa |

| 11 de junio de 2016 15:30 (UTC+2) | Gabón      | 1:0 (1:0) | Angola | Estadio Augustin Monédan, Libreville |                               |
|                                   | Nzigou 43' | Reporte   |        | Árbitro(s): Abdullahi Shuaibu        | Árbitro(s): Abdullahi Shuaibu |

Clasifica Angola con resultado global de 3–1.

### Mozambique vs. Lesoto
| 21 de mayo de 2016 15:00 (UTC+2) | Mozambique | 1:1 (1:1) | Lesoto     | Estadio de Machava, Maputo |                            |
|                                  | Langa 15'  | Reporte   | Mohapi 20' | Árbitro(s): Simanga Nhleko | Árbitro(s): Simanga Nhleko |

| 12 de junio de 2016 15:38 (UTC+2) | Lesoto     | 1:0 (1:0) | Mozambique | Setsoto Stadium, Maseru    |                            |
|                                   | Koloti 32' | Reporte   |            | Árbitro(s): Dennis Nguluwe | Árbitro(s): Dennis Nguluwe |

Clasifica Lesoto con resultado global de 2–1.

### Namibia vs. Sudáfrica
| 21 de mayo de 2016 15:00 (UTC+1) | Namibia | 0:0     | Sudáfrica | Estadio Sam Nujoma, Windhoek |                              |
|                                  |         | Reporte |           | Árbitro(s): Tirelo Mositwane | Árbitro(s): Tirelo Mositwane |

| 11 de junio de 2016 15:00 (UTC+2) | Sudáfrica                     | 2:0 (1:0) | Namibia | Estadio Soccer City, Johannesburgo |                            |
|                                   | Lakay 25' (pen.) · Jordan 88' | Reporte   |         | Árbitro(s): Allister Barra         | Árbitro(s): Allister Barra |

Clasifica Sudáfrica con resultado global de 2–0.

### Zimbabue vs. Camerún
| 22 de mayo de 2016 15:00 (UTC+2) | Zimbabue | 0:0     | Camerún | Estadio Nacional de Deportes, Harare |                          |
|                                  |          | Reporte |         | Árbitro(s): Paulo Talaia             | Árbitro(s): Paulo Talaia |

| 12 de junio de 2016 15:00 (UTC+1) | Camerún                            | 3:0 (2:0) | Zimbabue | Stade Omnisports de Bafoussam, Bafoussam |                                |
|                                   | Ayuk 18' · Ekani 21' · Chenkam 88' | Reporte   |          | Árbitro(s): Isidore Essono Nze           | Árbitro(s): Isidore Essono Nze |

Clasifica Camerún con resultado global de 3–0.

### Libia vs. Benín
| 22 de mayo de 2016 18:00 (UTC+1) | Libia | Cancelado | Benín | TBD,                            |                                 |
|                                  |       | Reporte   |       | Árbitro(s): Sabri Mohamed Fadul | Árbitro(s): Sabri Mohamed Fadul |

| 12 de junio de 2016 16:00 (UTC+1) | Benín | Cancelado | Libia | Stade de l'Amitié, Cotonú     |                               |
|                                   |       | Reporte   |       | Árbitro(s): Harouna Coulibaly | Árbitro(s): Harouna Coulibaly |

Benín fue descalificada por la FIFA. Clasifica Libia.

## Tercera ronda
Los partidos de ida se disputaron 8, 9 y 10 de julio, y los partidos de vuelta se jugaron 22, 23 y 24 de julio de 2016.
| Equipo 1     | Agr.    | Equipo 2  | Ida | Vuelta |
| ------------ | ------- | --------- | --- | ------ |
| Senegal      | 3–2     | Ghana     | 3–1 | 0–1    |
| Gambia       | 1–2     | Guinea    | 0–0 | 1–2    |
| Burkina Faso | 0–2     | Malí      | 0–0 | 0–2    |
| Sudán        | 5–5 (v) | Nigeria   | 1–2 | 4–3    |
| Egipto       | 5–0     | Angola    | 1–0 | 4–0    |
| Lesoto       | 0–5     | Sudáfrica | 0–2 | 0–3    |
| Camerún      | 3–1     | Libia     | 3–0 | 0–1    |

### Senegal vs. Ghana
| 9 de julio de 2016 17:00 (UTC±0) | Senegal           | 3:1 (2:1) | Ghana        | Estadio Demba Diop, Dakar     |                               |
|                                  | Niane 10' 24' 58' | Reporte   | Osabutey 22' | Árbitro(s): Harouna Coulibaly | Árbitro(s): Harouna Coulibaly |

| 22 de julio de 2016 17:00 (UTC±0) | Ghana       | 1:0 (1:0) | Senegal | Cape Coast Sports Stadium, Cape Coast |                              |
|                                   | Boateng 31' | Reporte   |         | Árbitro(s): Kouassi Attiogbe          | Árbitro(s): Kouassi Attiogbe |

Clasifica Senegal con resultado global de 3–2.

### Gambia vs. Guinea
| 9 de julio de 2016 17:00 (UTC±0) | Gambia | 0:0     | Guinea | Estadio Independencia, Bakau |                              |
|                                  |        | Reporte |        | Árbitro(s): Mahmoud El Banna | Árbitro(s): Mahmoud El Banna |

| 24 de julio de 2016 16:00 (UTC±0) | Guinea                   | 2:1 (1:0) | Gambia          | Estadio del 28 de Septiembre, Conakri |                        |
|                                   | Camara 18' · Yansane 68' | Reporte   | Jobe 85' (pen.) | Árbitro(s): Edgar Bada                | Árbitro(s): Edgar Bada |

Clasifica Guinea con resultado global de 2–1.

### Burkina Faso vs. Malí
| 9 de julio de 2016 15:30 (UTC±0) | Burkina Faso | 0:0     | Malí | Estadio del 4 de Agosto, Uagadugú |                                  |
|                                  |              | Reporte |      | Árbitro(s): Jean Marc Ganamandji  | Árbitro(s): Jean Marc Ganamandji |

| 24 de julio de 2016 17:00 (UTC±0) | Malí                    | 2:0 (1:0) | Burkina Faso | Estadio Modibo Keïta, Bamako      |                                   |
|                                   | Koita 9' · Bagayoko 57' | Reporte   |              | Árbitro(s): Alhadi Allaou Mahamat | Árbitro(s): Alhadi Allaou Mahamat |

Clasifica Malí con resultado global de 2–0.

### Sudán vs. Nigeria
| 10 de julio de 2016 20:00 (UTC+3) | Sudán       | 1:2 (1:0) | Nigeria                     | Estadio Al Merreikh, Omdurmán  |                                |
|                                   | Mohamed 27' | Reporte   | Chukwueze 67' · Osimhen 86' | Árbitro(s): Hagi Yabarow Wiish | Árbitro(s): Hagi Yabarow Wiish |

| 23 de julio de 2016 16:00 (UTC+1) | Nigeria                                    | 3:4 (2:2) | Sudán                          | Estadio Teslim Balogun, Lagos  |                                |
|                                   | Chukwueze 15' · Bamgboye 26' · Okonkwo 66' | Reporte   | Ismail 21' · Osman 42' 56' 82' | Árbitro(s): Lazard Tsiba Kamba | Árbitro(s): Lazard Tsiba Kamba |

5–5 en el resultado global. Sudán clasificó por la regla del gol de visitante.

### Egipto vs. Angola
| 10 de julio de 2016 21:00 (UTC+2) | Egipto      | 1:0 (0:0) | Angola | Estadio Internacional de El Cairo, El Cairo |                                       |
|                                   | Abdalla 57' | Reporte   |        | Árbitro(s): Pacifique Ndabihawenimana       | Árbitro(s): Pacifique Ndabihawenimana |

| 23 de julio de 2016 16:00 (UTC+1) | Angola | 0:4 (0:2) | Egipto                                                                 | Estadio 22 de Junio, Luanda |                             |
|                                   |        | Reporte   | Hassan 12' · A. R. A. Mohamed 44' · A. M. A. Mohamed 72' · Rayan 90+2' | Árbitro(s): Norman Matemera | Árbitro(s): Norman Matemera |

Clasifica Egipto con resultado global de 5–0.

### Lesoto vs. Sudáfrica
| 10 de julio de 2016 15:00 (UTC+2) | Lesoto | 0:2 (0:1) | Sudáfrica               | Setsoto Stadium, Maseru                |                                        |
|                                   |        | Reporte   | Jordan 6' · Sithole 80' | Árbitro(s): Helder Martins De Carvalho | Árbitro(s): Helder Martins De Carvalho |

| 23 de julio de 2016 15:00 (UTC+2) | Sudáfrica                               | 3:0 (0:0) | Lesoto | Estadio Dr. Petrus Molemela, Bloemfontein |                                 |
|                                   | Jordan 49' · Mbatha 83' · Rambuwane 88' | Reporte   |        | Árbitro(s): Joaquin Esono Eyang           | Árbitro(s): Joaquin Esono Eyang |

Clasifica Sudáfrica con resultado global de 5–0.

### Camerún vs. Libia
| 10 de julio de 2016 15:00 (UTC+1) | Camerún                                | 3:0 (2:0) | Libia | Stade Omnisports de Bafoussam, Bafoussam |                                 |
|                                   | Nganle 37' · Hongla 44' · Obiarrah 53' | Reporte   |       | Árbitro(s): Jean Claude Ishimwe          | Árbitro(s): Jean Claude Ishimwe |

| 24 de julio de 2016 16:00 (UTC+1) | Libia       | 1:0 (0:0) | Camerún | Estadio Albalady, Alkram, Túnez  |                                  |
|                                   | Elqjdar 87' | Reporte   |         | Árbitro(s): Idris Mehammed Osman | Árbitro(s): Idris Mehammed Osman |

Clasifica Camerún con resultado global de 3–1.